# Nairn
Nairn je skotské město ležící u Severního moře na jižním pobřeží zálivu Moray Firth. Nairn je vzdálen jen několik kilometrů na východ od „hlavního města“ skotské Vysočiny Invernessu.
Díky své přímořské poloze a písčitým plážím je častým cílem mnoha turistů, stejně jako tomu bylo v minulosti, kdy se z původně rybářské osady stal Nairn populárním místem odpočinku šlechticů viktoriánské éry.
Dnes se v tomto téměř osmapůltisícovém městě daří hlavně rybaření a již zmiňovanému turismu. Ve městě je kromě historické hlavní ulice i řada hotelů a soukromých penzionků typu bed and breakfast, golfová hřiště, a hlavně stovky metrů písčitých pláží.

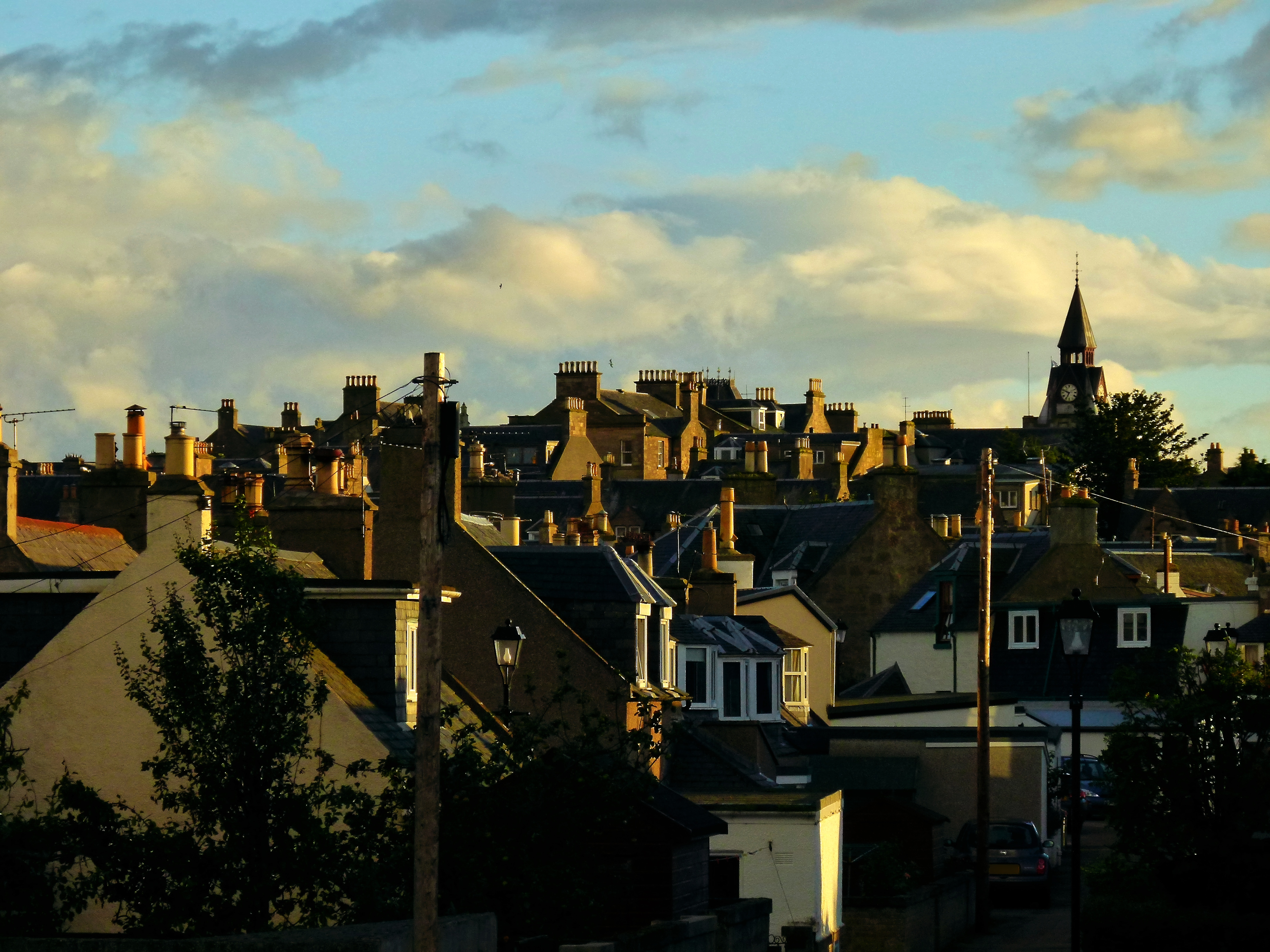
Typické komíny města

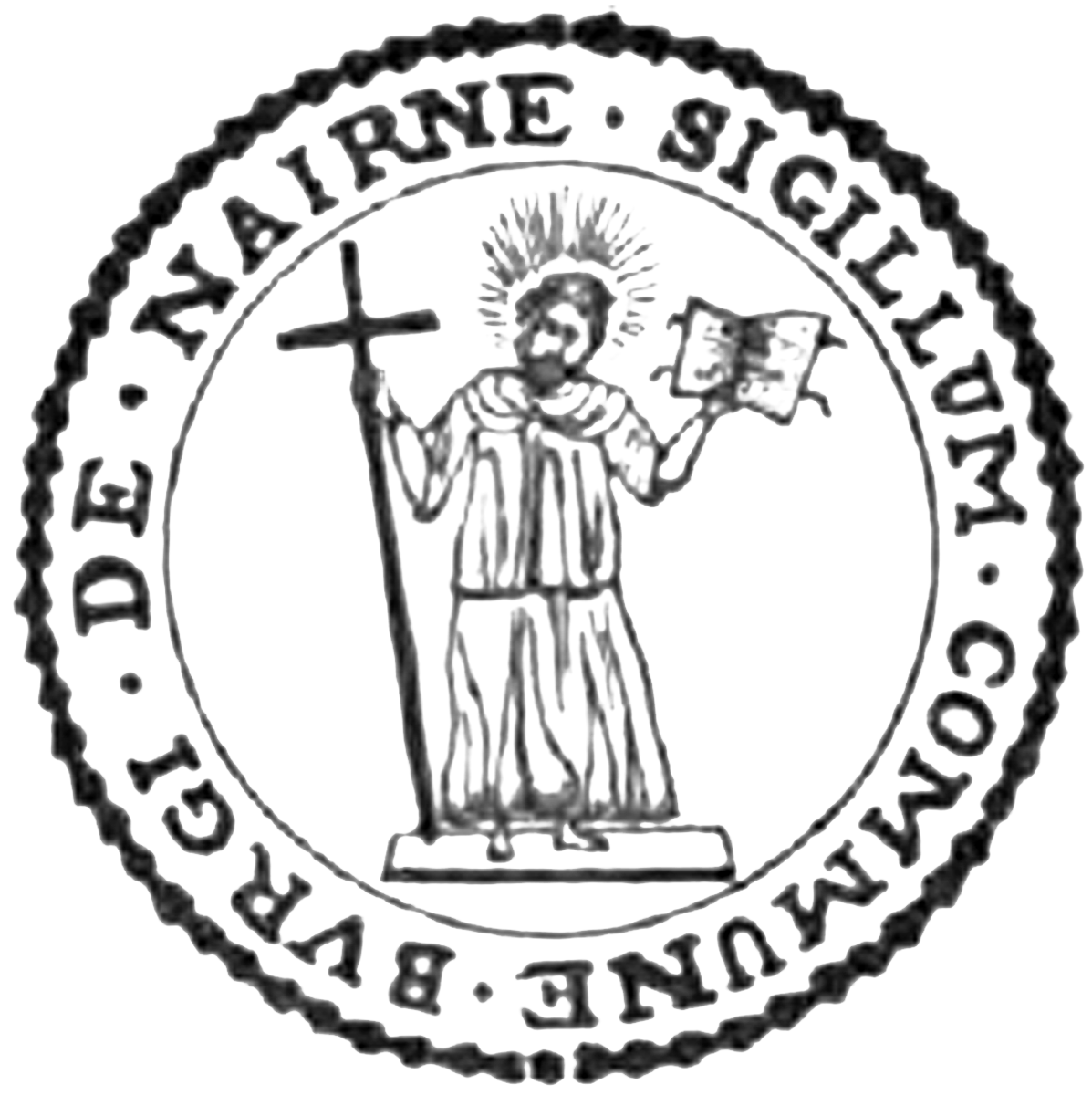
Pečeť města Nairnu se sv. Ninianem (z knihy z r. 1906)

## Historie
Skutečné datum založení Nairnu není známo. Někteří badatelé se domnívají, že právě zde založil bájný Siegfried drakobijce v druhé polovině 9. století svůj hrad.
Existenci královského města v době vlády Viléma I. dokládá výsadní listina vydaná roku 1597 králem Jakubem I., jež se dovolává listiny krále Alexandra I., v níž král přidělil biskupovi z Moray určité pozemky.
Král Eduard I. vydal nařízení, jímž svolal všechny významné skotské majitele pozemků, kněze a měšťany na 28. srpna 1296 do blízkého Elginu. Krátce nato byla v Nairnu umístěna vojenská posádka, jejímž úkolem bylo zabezpečit přísahu věrnosti panovníkovi.
Ve 14. století se úřad šerifa a konstábla zdejšího hradu stal dědičným úřadem earlů z Cawdoru, zatímco pozemky a město samo daroval král Robert I. svému švagrovi earlu Hughovi z Rossu (1323–1333). V majetku rodu Rossů pak zůstaly až do roku 1475.
V roce 1746 ve městě před bitvou u Cullodenu údajně přenocoval vévoda z Cumberlandu. Následujícího roku přestal být úřad šerifa a konstábla zdejšího hradu dědičným úřadem earlů z Cawdoru.

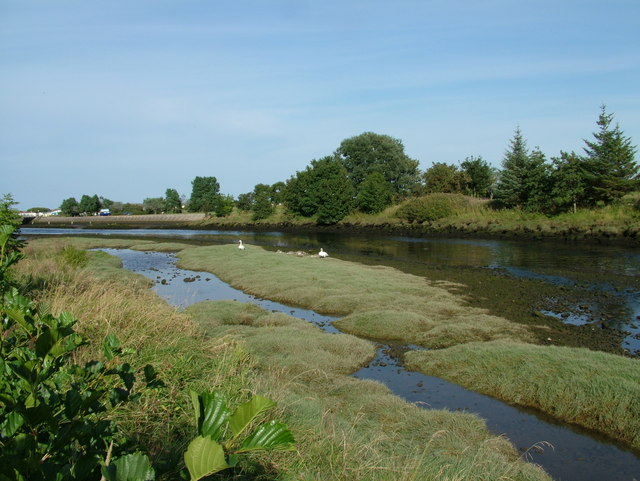
Řeka Nairn u města Nairnu

Roku 1820 vybudoval skotský inženýr a stavitel Thomas Telford v ústí řeky Nairn přístav a nábřeží. Zdejší hlavní vývozní artikl tvořily zejména dřevo, obilí, brambory, vejce, uzené tresky a lomový kámen. Dovážely se potraviny, uhlí, textil, vápenec, hnojiva a železářské zboží.
Po zprovoznění zdejší železniční stanice v roce 1855 a s tím spojeným zpřístupněním města široké veřejnosti se Nairn začal měnit v uznávané a oblíbené rekreační středisko. V jeho elegantní Západní čtvrti počaly vyrůstat hotely a nové domy. Nádraží leží na trati z Aberdeenu do Inverness. 
Zdejší rozlehlé písečné pláže sloužily za 2. světové války k nácviku pro vylodění v Normandii. Pláže v okolí Nairnu byly během války zaminovány pozemními minami. Při jejich odstraňování v roce 1945 používali ženisté jednotek Royal Engineers tlakovou vodu, jejíž pomocí odstraňovali, štěrk, do něhož byly miny zahrabány. Deaktivace min tak byla snazší a rychlejší. 